# Frente Patriótico Ruandés
El Frente Patriótico Ruandés o FPR (en francés, Front patriotique rwandais), es el partido político que gobierna Ruanda en la actualidad, dirigido por el presidente Paul Kagame. Su lema es "Unidad-Democracia-Desarrollo".  
Después de que el gobierno hutu llevase a cabo el Genocidio de Ruanda, el FPR derrocó a la dictadura extremista hutu, estableciéndose como nuevo régimen en el país. Una vez en el poder formaron un gobierno de unidad nacional con Pasteur Bizimungo, miembro de la etnia hutu, como presidente, y Paul Kagame, representante del pueblo tutsi, como vicepresidente. Entre sus principales demandas se incluyó la exigencia de juzgar a los responsables hutus del genocidio.
Kagame fue elegido presidente de Ruanda en el año 2000, y desde entonces ha gobernado a Ruanda. En las últimas elecciones legislativas celebradas en 2013, el partido obtuvo (como parte de la coalición) 41 escaños de 80.

## Historia
Asociado históricamente a la etnia tutsi el FPR fue fundado en Uganda en 1987. Sus fundadores fueron refugiados ruandeses de la etnia tutsi y hutu que habían colaborado en el derrocamiento de la dictadura de Milton Obote, aunque algunos locales veían con resentimiento la presencia de tutsis en el nuevo ejército de Uganda. Muchos de ellos lo abandonaron para unirse al FPR, cuyo objetivo era derrocar al gobierno hutu de Ruanda. Sus objetivos iniciales eran establecer una "democracia genuina", dotar a Ruanda de una economía integrada y de autosubsistencia, poner fin a la corrupción y promover políticas de promoción del estado de bienestar.
Después de que el gobierno hutu llevase a cabo el Genocidio de Ruanda, el FPR derrocó a la dictadura extremista hutu, estableciéndose como nuevo régimen en el país. Una vez en el poder formaron un gobierno de unidad nacional con Pasteur Bizimungo, miembro de la etnia hutu, como presidente, y Paul Kagame, representante del pueblo tutsi, como vicepresidente. Entre sus principales demandas se incluyó la exigencia de juzgar a los responsables hutus del genocidio.
El régimen de gobierno del FPR ha sido descrito como un "desarrollismo autoritario", el que ha conseguido resultados positivos a nivel de desarrollo y seguridad en Ruanda, y es considerada como una de las naciones africanas con menor corrupción además de un ejemplo de buena gobernanza y desarrollo.
Bajo el gobierno de Paul Kagame se ha trabajado en pos de la reconciliación nacional en Ruanda. Para ello se han instituido tribunales para juzgar los hechos del genocidio ruandés, estableciendo tribunales comunitarios. Unas 800.000 personas han sido juzgadas por su participación en el genocidio.